# Sarah Toscano
Sarah Toscano (Vigevano, 9 de enero de 2006) es una cantautora italiana, ganadora de la vigésima tercera edición del concurso de talentos Amici di Maria De Filippi.

## Biografía

### Infancia y comienzos
Nacida y criada en Vigevano, en la provincia de Pavía, junto a su hermana Giulia, empresaria al frente de una empresa que luego se convirtió en su gerente, y su hermano Lorenzo, Sarah Toscano es la tercera hija de Petra Polomsky, profesora de alemán originaria de Stuttgart, en Alemania, y Marco Toscano, empresario del sector del cuero. A los cuatro años comenzó a estudiar piano y en los años siguientes comenzó a participar y ganar concursos internacionales.
Apasionada del tenis desde niña, en 2015 fue finalista entre los menores de diez años en el maestro de Crevani, donde al año siguiente ganó los campeonatos provinciales de la misma categoría. En 2018 participó en los campeonatos italianos de tercera categoría y dos años después jugó en la serie C femenina, ganando el campeonato provincial de tenis con el Sporting Club Selva Alta, mientras que en 2021 participó en los campeonatos de segunda categoría. Asistió a la escuela secundaria lingüística Bachelet en Abbiategrasso (MI), interrumpiendo sus estudios en el quinto año para participar en la vigésimo tercera edición de Amici di Maria De Filippi.

### 2022: Area Sanremo yRiflesso
Dedicada al canto y al karaoke, su padre decidió dejarla escuchar por Andrea Dulio, un mánager de renombre internacional, quien tras presentarle al productor Pietro Foresti, la llevó a un estudio de grabación, donde le hizo grabar sus primeras canciones. En 2022 fue seleccionada entre las veinte finalistas de la vigésimo sexta edición del concurso de canto Area Sanremo y aunque no fue seleccionada como competidora para el concurso de Sanremo Giovani, ganó la placa dedicada a Vittorio De Scalzi.
El 21 de octubre de 2022, durante su participación en Area Sanremo, se lanzó su primer EP, Riflesso, que contiene seis pistas y es distribuido por el sello Universal Music Italia, del que se extrajo su primer sencillo, 9 giugno, lanzado el 28 de junio.

### 2023-2024: Victoria enAmici 23ySarah
En septiembre de 2023 participó en las audiciones de la vigésima tercera edición del concurso de talentos musicales emitido en Canale 5 Amici di Maria De Filippi, entrando luego en la fase inicial. En marzo de 2023 accedió a la fase vespertina del programa al unirse al equipo dirigido por los profesores Lorella Cuccarini y Emanuel Lo y en mayo siguiente llegó a la final, resultando ganadora.
Durante el programa, lanzó varios temas inéditos, entre ellos Touché, Viole e violini, Mappamondo, Voilà (versión en vivo de la canción del mismo nombre de la cantante y compositora francesa Barbara Pravi), Sexy magica y L'ultima volta, que posteriormente incluyó los seis en su segundo EP, Sarah, lanzado el 17 de mayo de 2024 por el sello Warner Music Italy, que luego debutó en la duodécima posición en la lista de álbumes FIMI. La canción Sexy magica alcanzó entonces la posición 83 de la lista Top Singles, elaborada por FIMI.

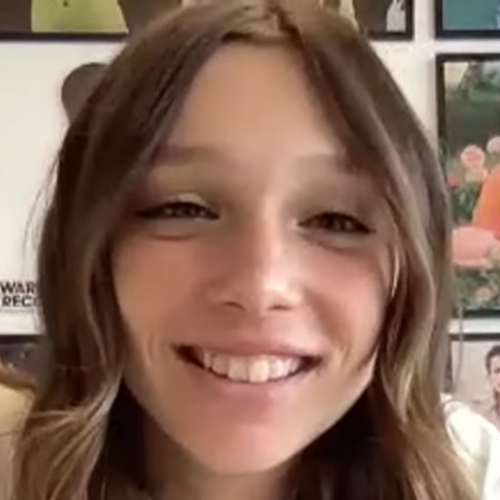
Sarah Toscano entrevistada por Funweek en junio de 2024

Del 15 de junio al 28 de agosto de 2024, se llevó a cabo el Sarah Live Summer 2024 desde Roma hasta Monterosso al Mare (SP), su primera gira de verano. En el verano del mismo año, actuó en varios eventos musicales, incluido el RDS Summer Festival 2024, TIM Summer Hits, Battiti Live, 105 Summer Festival y Yoga Radio Bruno Estate. El 16 de julio abrió el concierto de Black Eyed Peas en Milán. El 26 de julio lanzó el sencillo Roulette, incluido en la reedición digital de su EP Sarah. En agosto, Apple Music la nombró artista Up Next Italia, una iniciativa destinada a identificar y mejorar el talento emergente, celebrada el 12 de septiembre con una actuación en el anfiteatro de la Piazza del Liberty (MI). En septiembre, desfiló por primera vez en el 81º Festival Internacional de Cine de Venecia, en el Billboard Italia Women in Music en el teatro Manzoni y en la Semana de la Moda de Milán, ambos en Milán.
El 29 de septiembre de 2024, durante el primer episodio de la vigésimo cuarta edición de Amici, estrenó su nuevo sencillo Tacchi (fra le dita), lanzado el 4 de octubre siguiente. En noviembre, se asoció con la marca de ropa Horda para lanzar al mercado sus exclusivas sudaderas de invierno, acompañadas en la parte posterior de una cita de la canción Tacchi (tra le dita). El 22 de noviembre, su primera colaboración internacional fue lanzada en la canción Safety Net de la cantante y compositora británica Bea and her Business (versión italiana de la canción homónima de esta última, lanzada el 13 de septiembre).

### 2025-presente: Festival de San Remo 2025

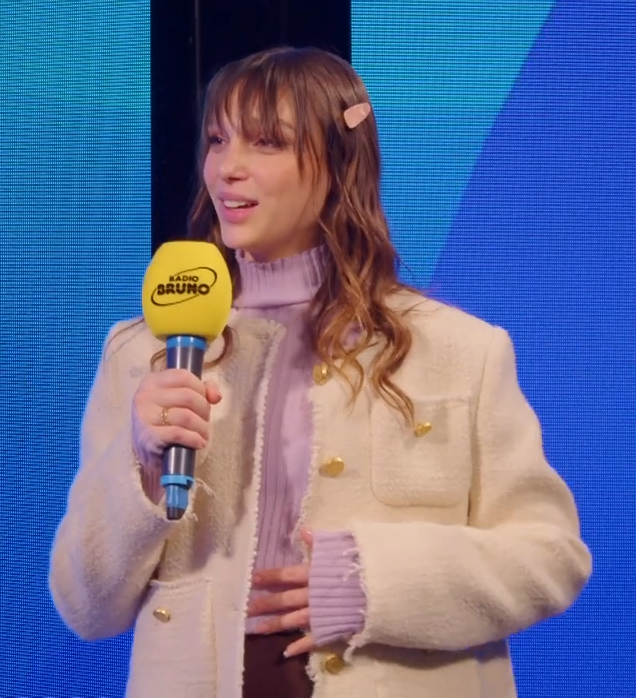
Sarah Toscano entrevistada por Radio Bruno en febrero de 2025

En febrero de 2025 participó por primera vez en el 75º Festival de la Canción de San Remo, con el tema Amarcord, donde se ubicó en el decimoséptimo lugar al final del evento. El 14 de febrero, en la cuarta noche dedicada a los covers, cantó a dúo con el dúo musical francés Ofenbach cantando la canción Overdrive, clasificada en el decimocuarto lugar.
En febrero de 2025, se convirtió en el rostro de la marca de moda Ragno y de la campaña publicitaria Ghd Chronos Max. El 12 de marzo, abrió para Ofenbach en Milán. El 16 de marzo, junto a la bailarina Marisol Castellanos, regresó a Amici para presentar Amici - Verso il serale, un episodio especial en el que contó su experiencia dentro del talent show a los concursantes de la vigésimo cuarta edición, promovido a la fase vespertina del programa.
En abril de 2025, la revista Forbes Italia la incluyó entre los italianos menores de 30 años que tendrán mayor impacto en el futuro para la categoría de entretenimiento. El 25 de abril, lanzó su colaboración en el sencillo Perfect del cantante y compositor Carl Brave, contenido en la reedición digital del álbum Notti brave amarcord. El 1 de mayo, los artistas interpretaron la canción en vivo por primera vez en el Concierto del Primero de Mayo en la Piazza San Giovanni in Laterano en Roma. El 18 de mayo, durante la final de la vigésimo cuarta edición de Amici, estrenó su nuevo sencillo Taki, lanzado el 23 de mayo. Del 6 de junio hasta el 20 de septiembre tuvo lugar la gira Sarah Toscano Summer tour 2025, su gira de verano de veinticuatro fechas desde Bolonia hasta Castelguelfo (BO).

## Estilo y influencias musicales
Dedicada a la música desde una edad temprana, Sarah reveló que se inspiró más en el género pop internacional y mencionó a varios artistas, incluyendo a Ariana Grande, Avril Lavigne, Britney Spears, Demi Lovato, Dua Lipa, Katy Perry, Olivia Rodrigo, Rihanna y Sabrina Carpenter. También mencionó a artistas italianos, como Annalisa, Chiara Galiazzo, Emma, Lucio Dalla, Mina, Tananai y Ultimo. Sus obras beben de los géneros pop y dance pop.

## Discografía

### EP
| Año  | Título y detalles | Tablas de clasificación |
| Año  | Título y detalles | ITA                     |
| ---- | --- | ----------------------- |
| 2022 | Riflesso - Publicado: 21 de octubre de 2022 - Etiqueta: Universal Music Italia - Formatos: CD, descarga digital, streaming | —                       |
| 2024 | Sarah - Publicado: 17 de mayo de 2024 - Etiqueta: Warner Music Italy - Formatos: CD, descarga digital, streaming           | 12                      |

### Sencillos

#### Como artista principal
| Año                                                           | Título               | Tablas de clasificación | Certificaciones | Álbumes / EP de origen |
| Año                                                           | Título               | ITA                     | Certificaciones | Álbumes / EP de origen |
| ------------------------------------------------------------- | -------------------- | ----------------------- | --------------- | ---------------------- |
| 2022                                                          | 9 giugno             | —                       |                 | Riflesso               |
| 2023                                                          | Touché               | —                       | Sarah           |                        |
| 2023                                                          | Viole e violini      | —                       | Sarah           |                        |
| 2024                                                          | Mappamondo           | —                       | Sarah           |                        |
| 2024                                                          | Sexy magica          | 83                      | Sarah           |                        |
| 2024                                                          | Roulette             | —                       | Sarah           |                        |
| 2024                                                          | Tacchi (fra le dita) | —                       | /               |                        |
| 2025                                                          | Amarcord             | 19                      | /               | - FIMI: Oro            |
| 2025                                                          | Taki                 | 82                      | /               |                        |
| "—" denota un lanzamiento que no está calificado en ese país. |                      |                         |                 |                        |

#### Como artista invitada
| Año                                                           | Título                                                | Tablas de clasificación | Álbumes / EP de origen |
| Año                                                           | Título                                                | ITA                     | Álbumes / EP de origen |
| ------------------------------------------------------------- | ----------------------------------------------------- | ----------------------- | ---------------------- |
| 2024                                                          | Safety Net (Bea and her Business feat. Sarah Toscano) | —                       | /                      |
| 2025                                                          | Perfect (Carl Brave feat. Sarah Toscano)              | 62                      | Notti brave amarcord   |
| "—" denota un lanzamiento que no está calificado en ese país. |                                                       |                         |                        |

## Recorrido
- 2024 – Sarah Live Summer 2024
- 2025 – Sarah Toscano Summer tour 2025

## Programas de televisión
| Año       | Título                       | Cadeña   | Role                  | Notas                                                              |
| --------- | ---------------------------- | -------- | --------------------- | ------------------------------------------------------------------ |
| 2023-2024 | Amici di Maria De Filippi 23 | Canale 5 | Concursante, ganadora | Concurso de talentos                                               |
| 2024      | This Is Me                   | Canale 5 | Estrella invitada     | Concurso de talentos                                               |
| 2025      | Amici - Verso il serale      | Canale 5 | Coanfitrión           | Especial pre-final de la temporada 24 de Amici di Maria De Filippi |

## Participación en eventos de canto
- Area Sanremo
  - 2022 – No seleccionada para Sanremo Giovani
- Festival de San Remo (Rai 1)
  - 2025 – 17º puesto en la sección "Campeones" con Amarcord

## Campañas publicitarias
- Ragno (2025)
- Ghd Chronos Max (2025)

## Premios y reconocimientos
| Año  | Premio                    | Nominación | Resultado | Notas         |
| ---- | ------------------------- | --- | --------- | ------------- |
| 2022 | Area Sanremo              | Placa de Vittorio De Scalzi                                                                                      | Ganadora  | [ 23 ]        |
| 2024 | Amici di Maria De Filippi | Primer lugar en la categoría de canto                                                                            | Ganadora  | [ 102 ]       |
| 2024 | Apple Music               | Artist Up Next Italia (en el portal de talentos emergentes)                                                      | Ganadora  | [ 55 ] [ 56 ] |
| 2025 | Forbes Italia             | Incluida entre los italianos menores de 30 años con mayor impacto en el futuro en la categoría "Entretenimiento" | Ganadora  | [ 82 ] [ 83 ] |